# Palmyra (Utah)
Pour les articles homonymes, voir Palmyra.
Palmyra est une census-designated place située dans le comté d'Utah, dans l’État de l’Utah, aux États-Unis. Selon le recensement de 2010, sa population s’élève à 491 habitants. 

## Source
- (en) Cet article est partiellement ou en totalité issu de l’article de Wikipédia en anglais intitulé « Palmyra, Utah » (voir la liste des auteurs).